# Außervillgraten
Außervillgraten est une commune autrichienne du district de Lienz dans le Tyrol.

## Géographie
Außervillgraten est une commune de montagne, se situant dans la vallée de Villgratental (de), une des quatre vallées majeures de la chaine de montagnes de Villgrat (de) qui appartient au massif de Hohe Tauern, dans les Alpes orientales centrales.
Plusieurs hameaux se trouvent sur le territoire de la commune: Unterwalden, Dorf, Unterfelden, Versellerberg et Winkeltal. 